# Utricularia leptorhyncha
Utricularia leptorhyncha este o specie de plante carnivore din genul Utricularia, familia Lentibulariaceae, ordinul Lamiales, descrisă de Schwarz. Conform Catalogue of Life specia Utricularia leptorhyncha nu are subspecii cunoscute.